# St. Peter und Paul (Grünenbaindt)

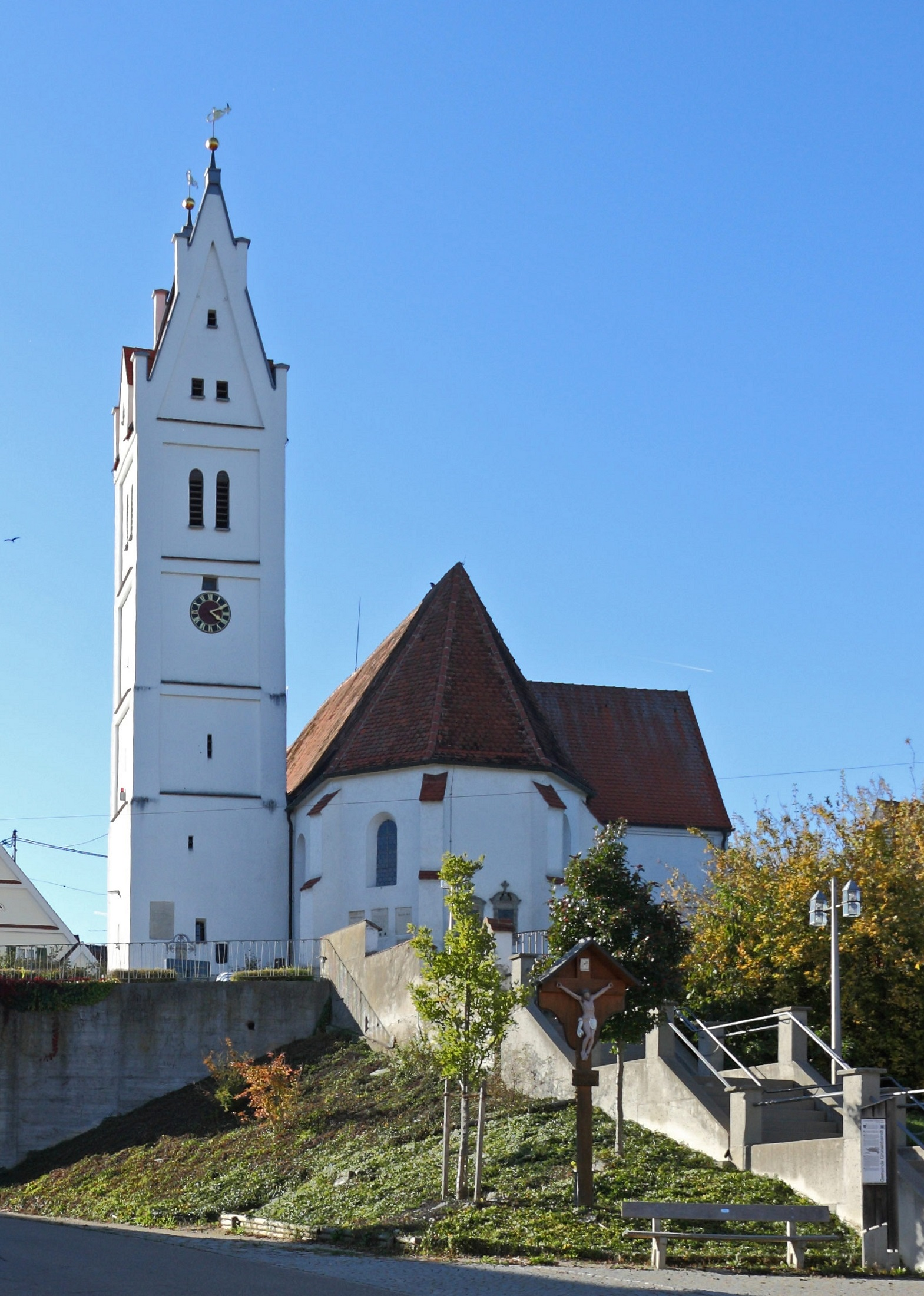
St. Peter und Paul in Grünenbaindt

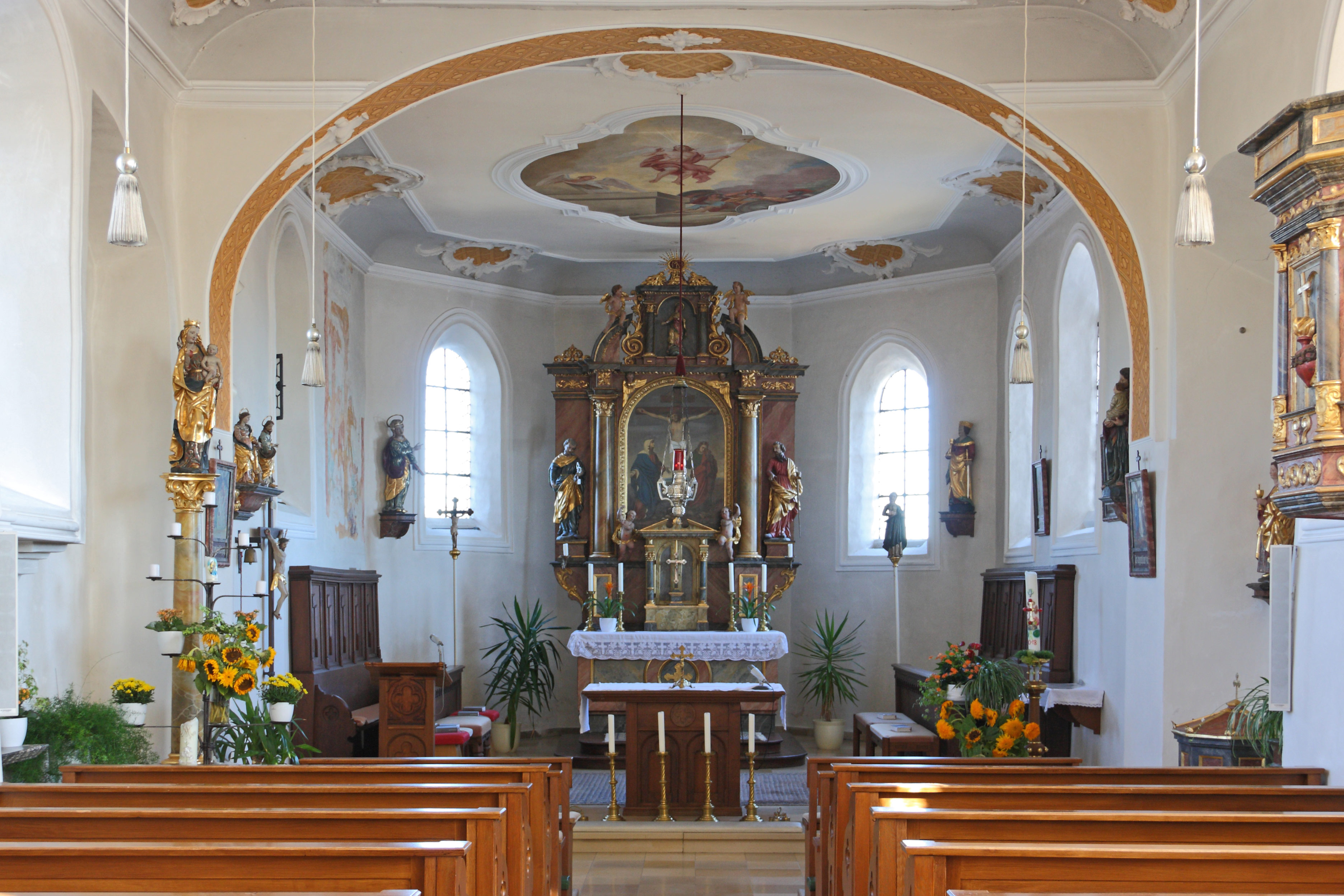
Innenraum zum Altar

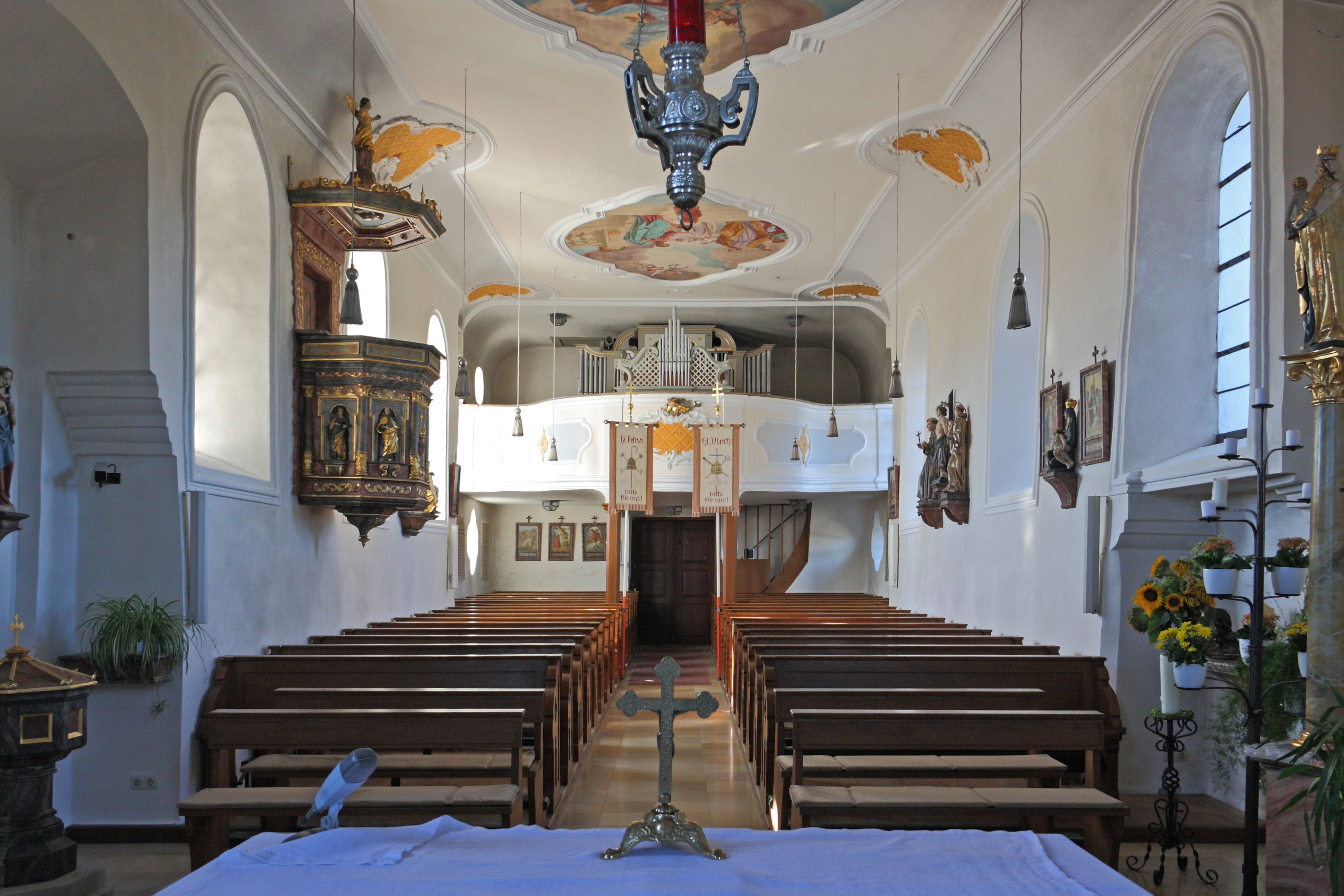
Innenraum zur Orgel

Die römisch-katholische Pfarrkirche St. Peter und Paul steht in Grünenbaindt, einem Gemeindeteil von Dinkelscherben im Landkreis Augsburg in Bayern. Das Bauwerk ist in der Liste der Baudenkmäler in Dinkelscherben als Baudenkmal unter der Nr. D-7-72-131-31 eingetragen. Die Pfarrei gehört zum Dekanat Augsburg-Land des Bistums Augsburg.

## Beschreibung
Die Saalkirche wurde im Kern im 15. Jahrhundert erbaut. Sie besteht aus einem Langhaus, das 1782 nach Westen verlängert wurde, einem dreiseitigen, von Strebepfeilern gestützten Chor im Osten und einem Chorflankenturm an der Südwand, der mit einem Satteldach mit Dachgauben zwischen den Giebeln bedeckt ist. Das oberste Geschoss des Chorflankenturms beherbergt den Glockenstuhl mit vier Kirchenglocken, das Geschoss darunter die Turmuhr. Die Sakristei wurde erst 1993/94 angebaut. 
Der Innenraum des Langhauses ist mit einer Flachdecke überspannt. An der Nordwand des Chors wurde 1992/93 eine Wandmalerei aus dem 16. Jahrhundert freigelegt, auf der die Kreuzigung Christi dargestellt ist. Der neuromanische Hochaltar wurde um 1860 gebaut. Er wird von den Statuen der Apostel Petrus und Paulus flankiert. Auf dem Altarretabel ist die Kreuzigung Christi dargestellt. Im Altarauszug ist eine Unbefleckte Empfängnis zu sehen.